# Faucons de l'Université de Montréal
Les faucons de l'Université de Montréal, couramment appelés « les faucons de l'UdeM », réfèrent au couple de faucons pèlerins qui, depuis 2009, nichent au 23e étage de la tour du pavillon Roger-Gaudry de l'Université de Montréal. Leur popularité est notamment due au fait qu'on peut observer les oiseaux de manière continue en streaming. Chaque année, des milliers de personnes suivent la période de nidification et d'éclosion en direct sur le Web.
Le nichoir est actuellement habité par la femelle Ève (depuis 2018) et M. (depuis 2023).

## Historique
Des faucons pèlerins ont été observés pour la première fois, en 2007,, par Ève Belisle, une ornithologue amatrice qui travaille comme analyste au Centre de recherche en calcul thermochimique de l'École polytechnique. Elle convainc alors l'administration de l'université d'installer des nichoirs artificiels sur la tour d'un de leurs pavillons. Deux ans plus tard, un premier couple de faucons y niche.
Depuis 2009, des « live streams » du nichoir attirent des milliers d'internautes, notamment pendant les périodes de nidification. En 2023, un total de quatre caméras diffusant du contenu en direct permettent d'observer le quotidien des rapaces.
Les tentatives de nidification de 2016 et 2017 de Spirit et son fils Éole, né en 2011, ont échoué. En 2018, pour la première fois en trois ans, des œufs de faucons éclosent à la suite de l'accouplement d'Éole et d'une nouvelle femelle, Ève.
Au début de la période de nidification de 2020, le mâle Éole disparait et est remplacé par un mâle inconnu qui est baptisé Sphinx. Compte tenu qu'Ève s'est accouplée avec les deux mâles, il se peut que la couvée de cette année-là ait deux pères différents.
Au printemps 2024, quatre fauconneaux sont nés du sixième couple de « faucons de l'UdeM », mais l'un d'eux est mort. Les oisillons ont été bagués en juin 2024. L'équipe procède également à la pesée et au dépuçage des fauconneaux avant de les redéposer dans leur nichoir. Quelques jours plus tard, Elyse est morte de maladie, en direct sur le streaming. Au final, seul trois fauconneaux (Hugo, Polo et Estebane) ont pris leur envol.

### Échecs de nidification
La nidification a échouée en 2016 et en 2017.

### Généalogie
En 2018, on recensait un total de vingt-deux naissances de fauconneaux sur la tour du pavillon Roger-Gaudry.
| Année | Parents                    | Faucon(ne)    | Sexe | Identification       | Remarques                                         |
| ----- | -------------------------- | ------------- | ---- | -------------------- | ------------------------------------------------- |
| 2009  | Roger (M) et Spirit (F)    | Algo          | M    | 0816-33766 (L)       |                                                   |
| 2009  | Roger (M) et Spirit (F)    | Polly         | F    | 1807-15473 (R)       | Blessée à la patte droite                         |
| 2010  | Algo (M) et Polly (F)      | Horus         | M    | Black 78/E           |                                                   |
| 2010  | Algo (M) et Polly (F)      | Ève           | F    | Black 78/K           | Morte à 37 jours d'un virus                       |
| 2010  | Algo (M) et Polly (F)      | Sans nom      | n/d  |                      | Mort(e) à 8 jours                                 |
| 2011  | Algo (M) et Polly (F)      | Tawodi        | M    | Black E/81           |                                                   |
| 2011  | Algo (M) et Polly (F)      | Rick          | M    | Black E/82           |                                                   |
| 2011  | Algo (M) et Polly (F)      | Éole          | M    | Black E/83           |                                                   |
| 2011  | Algo (M) et Polly (F)      | Altius        | M    | Black E/84           |                                                   |
| 2013  | Algo (M) et Polly (F)      | David         | M    | Black E/89           |                                                   |
| 2013  | Algo (M) et Polly (F)      | Sid           | M    | Black C/88           |                                                   |
| 2013  | Algo (M) et Polly (F)      | Zéphir        | M    | Black C/88           |                                                   |
| 2014  | Algo (M) et Polly (F)      | Alizé         | M    | 816-34889 Black C/65 | Ruban vert                                        |
| 2014  | Algo (M) et Polly (F)      | Nordet        | M    | Black C/67           |                                                   |
| 2014  | Algo (M) et Polly (F)      | Mistral       | M    | Black C/66           |                                                   |
| 2015  | Arthurin (M) et Spirit (F) | Luna          | F    | Black E/85           |                                                   |
| 2015  | Arthurin (M) et Spirit (F) | Éclipse       | F    | Black E/91           |                                                   |
| 2015  | Arthurin (M) et Spirit (F) | Céleste       | F    | Black E/92           |                                                   |
| 2015  | Arthurin (M) et Spirit (F) | Marie         | F    | Non-baguée           | Adoptée                                           |
| 2018  | Éole (M) et Ève (F)        | Ezio          | M    | Black C/71           | Ruban noir                                        |
| 2018  | Éole (M) et Ève (F)        | Altaïr        | M    | Black C/70           | Ruban vert                                        |
| 2018  | Éole (M) et Ève (F)        | Aura          | F    | Black 82/W           |                                                   |
| 2018  | Éole (M) et Ève (F)        | Isis          | F    | Black 81/W           | Ruban rouge                                       |
| 2019  | Éole (M) et Ève (F)        | Porthos       | M    | Black C/72           | Mort suite à une collision avec un avion en 2019. |
| 2019  | Éole (M) et Ève (F)        | Athos         | M    | Black C/73           |                                                   |
| 2019  | Éole (M) et Ève (F)        | D'Artagnan    | M    | Black C/74           |                                                   |
| 2019  | Éole (M) et Ève (F)        | Sola          | F    | Black E/93           |                                                   |
| 2020  | Sphinx (M) et Ève (F)      | Donna         | F    | Black E/94           |                                                   |
| 2020  | Sphinx (M) et Ève (F)      | Vanadis       | F    | Black E/95           |                                                   |
| 2020  | Sphinx (M) et Ève (F)      | Sans nom      | n/d  |                      | Mort(e) à 3 jours                                 |
| 2021  | Sphinx (M) et Ève (F)      | Jacinthe      | F    | N'a pas été baguée   | La nidification a eu lieu à l'Oratoire St-Joseph. |
| 2021  | Sphinx (M) et Ève (F)      | Jean (Masson) | M    | Black C/76           | La nidification a eu lieu à l'Oratoire St-Joseph. |
| 2022  | Miro (M) et Ève (F)        | Véga          | F    | Black 83/W           |                                                   |
| 2022  | Miro (M) et Ève (F)        | Mira          | F    | Black 83/W           |                                                   |
| 2022  | Miro (M) et Ève (F)        | Sirius        | M    | Black C/77           |                                                   |
| 2023  | M. (M) et Ève (F)          | Ti-Pou        | F    |                      | Morte à 37 jours.                                 |
| 2023  | M. (M) et Ève (F)          | Sans nom      | n/d  |                      | Mort(e) à 3 jours.                                |
| 2024  | M. (M) et Ève (F)          | Hugo          | M    | Black C/78           |                                                   |
| 2024  | M. (M) et Ève (F)          | Polo          | M    | Black C/79           |                                                   |
| 2024  | M. (M) et Ève (F)          | Estebane      | F    | Black 86/W           |                                                   |
| 2024  | M. (M) et Ève (F)          | Élyse         | F    | Black 85/W           | Morte à 26 jours.                                 |

### Faucons notoires

#### Spirit (B/G 93/E)
La première femelle faucon qui niche sur le toit du pavillon Roger-Gaudry, en 2009, est nommée Spirit. Il s'agit d'un oiseau qui a été bagué par des biologistes en mai 2004 à Cleveland, en Ohio, aux États-Unis.
En avril 2017, les caméras captent un combat entre Spirit et une autre femelle faucon pèlerin au nichoir . Leur bagarre dure une trentaine de minutes. Quelques mois plus tard, un autre combat éclate au nid entre Spirit et une autre femelle. En juillet 2017, un bénévole de l'UQROP capture Spirit à la suite d'un appel d'un camionneur ayant observé un oiseau de proie blessé à Montréal. Son examen général permet d'apprendre que l'oiseau souffre d'une fracture au bassin droit et d'arthrite septique du coude. L'examen permet également d'apprendre que l'oiseau a été blessé par une carabine à plomb puisqu'on peut voir une balle sur ses radiographies. Après un séjour et plusieurs traitements à Chouette à voir!, Spirit est remise en liberté en novembre 2017.
En 2023, un mâle inconnu - que les internautes ont nommé M. - remplace le mâle Miro.

### Maladies, blessures et mortalité
En mai 2023, quelques jours après la naissance de deux fauconneaux, un oisillon est mort vraisemblablement à cause d'une infestation de mouches carnus, une espèce parasitaire. L'oisillon survivant était également affecté. L'équipe, après la consultation d'expert, capture le fauconneau quelques heures afin de nettoyer son infestation de mouches ainsi que pour le nourrir et l'hydrater. En décembre 2023, on confirme via la page Facebook des Faucons de l'UdeM que la mort du fauconneau nommé Ti-Pou est dû à une hémorragie interne causée par sa chute. Le rapport de nécropsie n'a toutefois pas permis de savoir à quoi était dû son anomalie de croissance.

## Les faucons pèlerins en milieux urbains
Ce n'est pas la première fois que des faucons nichent en milieu urbain au Québec. On constate leur présence dans la métropole pour la première fois en 1936 alors qu'une femelle, qu'on surnomma Scarlet, établit domicile sur le 20e étage de l'édifice Sun Life . En 1940, un nichoir de gravier et de sable, semblable à ceux de l'Université de Montréal, est installé afin de faciliter la nidification de la femelle. Scarlet pondra une cinquantaine d’œufs jusqu'en 1952.
Au Québec, l'espèce est considérée comme non en péril depuis 2017, mais a longtemps été menacée, entre autres, par l'utilisation de pesticides.

### Nichoir artificiel
Les faucons pèlerins ne construisent pas de nids, ils occupent plutôt les anciens nids d'autres espèces comme le Grand Corbeau.
En 2021, le nichoir de l'Université de Montréal est délaissé et le couple Eve et Sphinx s'installe plutôt dans un ancien nid de corbeaux à l'oratoire Saint-Joseph. L'équipe croit que l'orientation du nichoir vers le sud-est rendait celui-ci trop chaud, ils installent donc un deuxième nichoir sur la paroi nord-est de la tour de l'université. Le nichoir fait face au cimetière Notre-Dame-des-Neiges.

### Collaborations avec la communauté scientifique
Lors du baguage, les œufs non-éclos (s'il y en a) sont récupérés et envoyés à l'UQROP afin d'être analysés.
En juin 2015, un fauconneau est trouvé sur le sol à Trois-Rivières et amené à la Clinique des oiseaux de proie de l'Union québécoise de réhabilitation des oiseaux de proie (UQROP). Après avoir reçu des soins vétérinaires et un séjour au refuge faunique Chouette à voir!, la jeune femelle est introduite au nichoir de l'Université de Montréal, alors occupé par Spirit, Arthurin et leurs trois bébés faucons femelles qui deviennent « ses sœurs adoptives ». Plusieurs années plus tard, la fauconne est acheminée de nouveau à la Clinique des oiseaux de proie, en septembre 2023, après avoir été retrouvée dans un cour d'école de Drummondville. Les radiographies montrent qu'elle a une fracture ouverte de la carpométacarpe droite. Après avoir reçue des soins, elle est transférée à Chouette à voir! afin d'y effectuer une convalescence et de la physiothérapie, avant d'être remise en liberté le 24 novembre 2023.